# Christian Frank (Theologe)
Christian Friedrich Alexander Frank (* 28. April 1787 in Vöhl; † 5. Juli 1851 in Darmstadt) war ein hessischer Pfarrer, Unternehmer und liberaler Politiker und Abgeordneter der 2. Kammer der Landstände des Großherzogtums Hessen.
Christian Frank war der Sohn des Pfarrers und Inspektors Friedrich Heinrich Alexander Frank und dessen Ehefrau Luise Friederike Elisabetha Christina, geborene Bichmann oder Buchmann. Der Pfarrer und Landtagsabgeordnete Karl Frank war sein Bruder. Frank, der evangelischen Glaubens war, heiratete am 20. Oktober 1821 in Nidda Sophie Dorothea Charlotte geborene Borberg (1801–1869).
Frank studierte Theologie an der Universität Gießen und war 1809 bis 1812 Pfarrassistent in Vöhl, bevor er dort als Nachfolger seines Vaters Pfarrer wurde. 1831 wurde er Inspektor in Vöhl und 1833 Dekan des evangelischen Dekanats Itter. 1834 wurde er aufgrund seiner liberalen Einstellungen als Pfarrer nach Hatzfeld strafversetzt und 1838 als Pfarrer entlassen. 1836 war er (zunächst über einen Strohmann) gemeinsam mit seinem Bruder Georg Gründer eines Hammerwerkes in Reddighausen, nachdem er sich bereits zuvor an der Bericher Hütte beteiligt hatte. Am 23. April 1839 schloss er mit Carl Giebeler einen Gesellschaftsvertrag über den gemeinschaftlichen Betrieb des Niederschelder Hammers (auch Adolphshütte) unter der Firmierung Frank & Giebeler. Das gemeinsame Eisenhüttenunternehmen Frank`sche Eisenwerke in Reddighausen und Dillenburg wurde nach seinem frühen Tod geteilt. 
Von 1841 bis 1851 gehörte er der Zweiten Kammer der Landstände an. Er wurde für den Wahlbezirk Oberhessen 1 bzw. 2/Battenberg gewählt. 1848 war er Mitglied der Kommission zur Verbesserung des Schulwesens. 1848 war er Mitglied des Vorparlaments.